# Niklas Bachsleitner
Niklas Bachsleitner (* 3. Mai 1996 in Garmisch-Partenkirchen) ist ein deutscher Freestyle-Skisportler. Er startet in der Disziplin Skicross.

## Werdegang
Bachsleitner, der für den SC Partenkirchen startet und als Landespolizist tätig ist, war bis 2016 als Alpiner Skirennläufer aktiv und danach als Skitrainer beim SC Partenkirchen tätig. Zur Saison 2017/18 begann er mit der Disziplin Skicross und startete im November 2017 in Pitztal erstmals im Europacup, wo er den 53. Platz belegte. In der Saison 2018/19 kam er im Europacup viermal unter den ersten Zehn und gab darauf im Februar 2019 am Feldberg sein Debüt Freestyle-Skiing-Weltcup, wo er die Plätze 31 und 30 belegte. Die Saison 2019/20 musste er nach einem Kreuzbandriss vorzeitig beenden. Zu Beginn der Saison 2020/21 errang er in Arosa mit Platz neun seine erste Top-Zehn-Platzierung im Weltcup und auf der Reiteralm mit Platz drei seine erste Podestplatzierung im Europacup. Im weiteren Saisonverlauf kam er im Weltcup dreimal unter den ersten Zehn, darunter Platz drei in Idre und erreichte damit den 18. Platz im Skicross-Weltcup. Beim Saisonhöhepunkt, den Weltmeisterschaften 2021 in Idre, wurde er Sechster. Nach zwei Top-Zehn Ergebnissen zu Beginn der Saison 2021/22, errang er meist Platzierungen im Mittelfeld. Bei den Olympischen Winterspielen 2022 in Peking belegte er den 32. Platz.
Mit einem 11. Platz in der Gesamtwertung erreichte er in der Saison 2022/22 sein bisher bestes Ergebnis.

## Erfolge

### Olympische Spiele
- 2022 Peking: 32. Skicross

### Weltmeisterschaften
- 2021 Idre: 6. Skicross
- 2023 Bakuriani: 29. Skicross

### Weltcupwertungen
Niklas Bachsleitner errang im Weltcup bisher zwei Dritte Plätze.
| Saison  | Gesamt | Gesamt | Skicross | Skicross |
| Saison  | Platz  | Punkte | Platz    | Punkte   |
| ------- | ------ | ------ | -------- | -------- |
| 2018/19 | 285.   | 0,09   | 47.      | 1        |
| 2019/20 | 204.   | 3,09   | 47.      | 34       |
| 2020/21 | –      | –      | 18.      | 173      |
| 2021/22 | –      | –      | 23.      | 152      |
| 2022/23 | –      | –      | 11.      | 292      |